# Thomas Becker (Architekt)
Thomas Karl Heinrich Becker (* 20. Juli 1953 in Frankfurt am Main; † 28. März 2006 bei Cremona in Italien) war ein deutscher Architekt.

## Leben
Thomas Becker war das zweite Kind von Helene Becker, geborene Rahms, und Hans Becker. Er wuchs in Oberursel auf, besuchte in Frankfurt am Main das Goethe-Gymnasium, studierte von 1973 an Architektur an der Technischen Hochschule Berlin, 1977 bis 1979 an der Architectural Association School of Architecture (AA) in London und ging anschließend nach Italien, wo er als Absolvent im Studio von Alberto Grimoldi und Lorenzo Berni arbeitete.
Seine Arbeit als Architekt galt dem Städtebau, dem Hausbau und dem Wohnausstattungsdesign. Er wirkte in Mailand an der Instandsetzung des Palazzo della Ragione mit, womit sein Interesse an bestehenden Bauten und deren Umformung begann. Sein Engagement in der Denkmalpflege sollte sich kombinieren mit dem für ökologisches Bauen.
Seine theoretischen Arbeiten haben sich in Texten niedergeschlagen, die unter anderem von der Kritischen Theorie der Frankfurter Schule ausgehen. Er kritisierte den Bau von Aldo Rossi, der im Rahmen der Internationalen Bauausstellung (IBA) 1987 an der Rauchstraße entstand, in dem Beitrag Ein Gebäude, das auch ein Bau sein könnte / Aldo Rossis Ahnen und sein Bau in Berlin.
Ein Beispiel dieser Verbindung von Denkmalpflege und ökologischem Bauen ist das Atelier für eine Bildhauerin, Studio-laboratorio di scultura, in Cernusco sul Naviglio 1987, das für den Premio Palladio 1988 ausgewählt wurde und an der Ausstellung Premio internazionale di architettura Andrea Palladio 1988 in Mailand gezeigt sowie im Katalog der Ausstellung publiziert wurde. Das Projekt wurde gemeinsam mit der Architektin Serena Omodeo Salé bearbeitet.

## Veröffentlichungen
- Klassischer Geschmack und Ökologie. In: Frank Augustin, Vroni Heinrich, Dieter Radicke (Hrsg.), Geschichte und Pflege. Festschrift für Goerd Peschken zum 60. Geburtstag. Berlin 1991: Gebr. Mann Verlag
- Ein Gebäude, das auch ein Bau sein könnte. Aldo Rossis Ahnen und sein Bau in Berlin. In: Les Choses, Berliner Hefte zur Architektur, Heft 2, Juni 1986. Berlin: Verlag der Beeken